# 塩都区
塩都区（えんと-く）は中華人民共和国江蘇省塩城市に位置する市轄区。

## 行政区画
- 街道:張荘街道、塩竜街道、潘黄街道、浜湖街道、北竜港街道、中興街道、葛武街道、北蔣街道、鞍湖街道、岡中街道、塩涜街道、新都街道
- 鎮:大縦湖鎮、楼王鎮、学富鎮、尚荘鎮、秦南鎮、竜岡鎮、郭猛鎮、大岡鎮